# Ny
Ny (av äldre grekiska νυ ny) (versal: Ν, gemen: ν) är den 13:e bokstaven i det grekiska alfabetet. Den hade i det joniska talbeteckningssystemet talvärdet 50. Den motsvarar N, n i det latinska alfabetet.

## Unicode
|   | decimalt | hexadecimalt | HTML |
| - | -------- | ------------ | ---- |
| ν | 957      | 3BD          | &nu; |
| Ν | 925      | 39D          | &Nu; |